# ماکس جوزف
ماکس جوزف ((به انگلیسی: Max Joseph) زاده ۱۶ ژانویه ۱۹۸۲) کارگردان فیلم، تهیه کننده، فیلمبردار و تدوینگر آمریکایی است.

## فیلم‌شناسی
- ما دوستان تو هستیم (۲۰۱۵)